# 李·布鲁尔
埃塞尔·利奥波德·「李」·布鲁尔 （英語：Esser Leopold "Lee" Breuer，1937年2月6日—2021年1月3日）是一名美国学者，教育家，电影制片人，诗人，作词家，作家和舞台导演。

## 马布矿场剧团工作
李·布鲁尔是纽约马布矿场剧团创始人之一,他于1970与同事菲利普·格拉斯、Ruth Maleczech等人共同工作于此剧团。

## Colonus的福音
布鲁尔最著名的作品是音乐剧《Colonus的福音》, 由摩根·弗里曼领衔主演。首演于布鲁克林音乐学院，后来于1988年上演于百老汇Lunt-Fontanne剧院，并因此获得托尼奖提名。这部作品获得了无数殊荣, 包括一个普利策奖提名(1988),奥比奖最佳音乐剧(1984), 和一个艾美奖。

## 苏州河北
《苏州河北》布鲁尔在中国执导的首部音乐剧作品，由上海戏剧学院前副院长孙惠柱教授编剧，讲述了犹太难民、日本军官和当时上海人在二战时的特殊关系。

## 奖学金及奖项
布鲁尔曾获得过:
- 麦克阿瑟奖
- 古根海姆奖学金
- 福布莱特奖学金 (两次)
- 亚洲文化协会受让人

1988年，布鲁尔获得了加州艺术学院荣誉学位。